# Воловский сельсовет (Московская область)
Воловский сельсовет — упразднённая административно-территориальная единица, существовавшая на территории Коробовского района Московской области до 1939 года. Административным центром была деревня Волово.

## История
Воловский сельсовет был образован после Октябрьской революции 1917 года в составе Лекинской волости Егорьевского уезда Рязанской губернии.
В 1919 году Воловский сельсовет в составе Лекинской волости передан из Егорьевского уезда во вновь образованный Спас-Клепиковский район Рязанской губернии. В 1921 году Спас-Клепиковский район был преобразован в Спас-Клепиковский уезд, который в 1924 году был упразднён. После упразднения Спас-Клепиковского уезда Воловский сельсовет передан в Рязанский уезд Рязанской губернии. В 1925 году произошло укрупнение волостей, в результате которого сельсовет передан в укрупнённую Архангельскую волость. В ходе реформы административно-территориального деления СССР в 1929 году Воловский сельсовет вошёл в состав Дмитровского района Орехово-Зуевского округа Московской области. В 1930 году округа были упразднены, а Дмитровский район переименован в Коробовский.
В 1930 году в сельсовет входили деревни Волово и Симонцево.
В 1939 году сельсовет был упразднён, территория была передана Лекинскому сельсовету.